# Glycera knoxi
Glycera knoxi är en ringmaskart som beskrevs av Kirkegard 1995. Glycera knoxi ingår i släktet Glycera och familjen Glyceridae.
Artens utbredningsområde är havet kring Nya Zeeland. Inga underarter finns listade i Catalogue of Life.